# Amathes
Amathes (tiếng Hy Lạp cổ Ἀμάθης) là một danh từ và theo thần thoại Hy Lạp là tên một người con trai của Heracles. Một số dữ kiện cho rằng tên của thị xã Amathus ở Cộng hòa Síp được cho là đã đặt tên theo nhân vật này. Tuy nhiên theo một vài dự kiện khác, tên này lấy từ Amathusa, mẹ của Cinyras.